# زبی
زبی (نام علمی: Zby atlanticus) نام یک گونه از فروراسته خزنده‌پایان است.